# Čchang-č’
Čchang-č’ (čínsky pchin-jinem Chángzhì, znaky 长治) je městská prefektura v Čínské lidové republice, kde patří k provincii Šan-si. Celá prefektura má rozlohu 13 977 km2 a v roce 2020 v ní žilo přes tři miliony obyvatel.

## Poloha
Čchang-č’ leží na jihovýchodě provincie Šen-si. Na jihovýchodě hraničí s provinciemi Che-nan a Che-pej, na severu s prefekturou Ťin-čung, na západě s prefekturou Lin-fen a na jihu s prefekturou Ťin-čcheng.

## Administrativní členění
Městská prefektura Čchang-č’ se člení na dvanáct celků okresní úrovně, a sice čtyři městské obvody a osm okresů.
| Lu-čou Lu-čcheng Šang-tang Tchun-liou okres · Siang-jüan okres · Pching-šun okres · Li-čcheng okres · Chu-kuan okres · Čang-c’ okres · Wu-siang okres · Čchin okres · Čchin-jüan |        |                       |                    |                                  |
| Název | Název  | Počet obyvatel (2020) | Rozloha km² (2020) | Hustota zalidnění (obyv. na km²) |
| český přepis | znaky  | Počet obyvatel (2020) | Rozloha km² (2020) | Hustota zalidnění (obyv. na km²) |
| Městské obvody |        |                       |                    |                                  |
| Lu-čou | 潞州区 | 895 280               | 345                | 2 596                            |
| Lu-čcheng | 潞城区 | 219 256               | 617                | 355                              |
| Šang-tang | 上党区 | 319 660               | 473                | 676                              |
| Tchun-liou | 屯留区 | 253 756               | 1 185              | 214                              |
| Okresy |        |                       |                    |                                  |
| Siang-jüan | 襄垣县 | 260 081               | 1 167              | 223                              |
| Pching-šun | 平顺县 | 115 927               | 1 513              | 77                               |
| Li-čcheng | 黎城县 | 134 186               | 1 119              | 120                              |
| Chu-kuan | 壶关县 | 240 109               | 1 016              | 236                              |
| Čang-c’ | 长子县 | 298 690               | 1 033              | 289                              |
| Wu-siang | 武乡县 | 155 386               | 1 614              | 96                               |
| Čchin | 沁县   | 138 578               | 1 321              | 105                              |
| Čchin-jüan | 沁源县 | 149 975               | 2 574              | 58                               |
| |        |                       |                    |                                  |
| Celkem | Celkem | 3 180 884             | 13 977             | 228                              |

## Sport
V roce 2010 se zde konalo XVIII. Mistrovství Asie ve sportovním lezení.